# Celestus microblepharis
Espèce
Synonymes
- Diploglossus microblepharis Underwood, 1959

Statut de conservation UICN

 CR B1ab(iii,v) : 
En danger critique
Celestus microblepharis est une espèce de sauriens de la famille des Diploglossidae.

## Répartition
Cette espèce est endémique de Jamaïque.

## Publication originale
- Underwood, 1959 : A new Jamaican galliwasp (Sauria,Anguidae). Breviora, no 102, p. 1-13 (texte intégral).